# Lavender Haze
"Lavender Haze" é uma canção da cantora e compositora estadunidense Taylor Swift, gravada para seu décimo álbum de estúdio, Midnights (2022). Foi escrita pela intérprete com Jack Antonoff, Jahaan Sweet, Sounwave, Zoë Kravitz e Sam Dew, enquanto a sua produção ficou a cargo dos quatro primeiros, além de Braxton Cook. A Republic Records enviou a faixa para rádios pop dos EUA em 29 de novembro de 2022, servindo como o segundo single de Midnights. O título da canção refere-se a uma frase comum na década de 1950 que se referia ao estado de estar apaixonado.
Uma faixa de synth-pop e R&B com elementos de hip house e disco, "Lavender Haze" consiste em sintetizadores modulares, batidas abafadas de bateria eletrônica e vocais em falsete no refrão. Suas letras foram inspiradas pelo escrutínio online e tablóide em torno do relacionamento de Swift e seu namorado Joe Alwyn.
Após o lançamento de Midnights, "Lavender Haze" alcançou o segundo lugar na Billboard Hot 100 dos EUA e alcançou o top 10 de 15 outros países. Recebeu certificações na Austrália, Canadá e Reino Unido. O videoclipe de "Lavender Haze", escrito e dirigido por Swift, foi lançado em 27 de janeiro de 2023. Ele incorpora visualmente elementos psicodélicos e realismo mágico e apresenta a modelo dominicano-americana e ativista trans Laith Ashley como o interesse amoroso de Swift.

## Antecedentes
A cantora revelou que se deparou com a expressão "névoa de lavanda" ("lavender haze") pela primeira vez ao assistir o episódio 12 da segunda temporada da série Mad Men. Ela então ficou intrigada com seu significado e descobriu sua origem na década de 1950. A cantora posteriormente viu paralelos entre a expressão e seu relacionamento com o ator britânico Joe Alwyn. Swift explicou que a música foi especificamente inspirada por seu relacionamento com Alwyn. Para Swift, o título significava um "brilho de amor abrangente". Depois de revelar o título da música como parte de sua série TikTok, Midnights Mayhem with Me, em 7 de outubro de 2022, ela entrou em mais detalhes explicando a letra em suas redes sociais:
Tipo, se você estivesse na névoa de lavanda, isso significava que você estava naquele brilho de amor abrangente – e eu achei isso muito bonito. E eu acho que, teoricamente, quando você está na névoa de lavanda você fará qualquer coisa para ficar lá e não deixar que as pessoas lhe tirem daquela nuvem.— Swift falando sobre "Lavender Haze", Instagram
A canção se destacou quando os créditos de composição do álbum foram revelados em 18 de outubro, ao passo que conta com um conjunto mais variado de compositores, incluindo Zoë Kravitz, que era amiga de Swift há vários anos antes da colaboração. Como um easter egg para a canção antes mesmo de ser anunciada, Swift revelou uma versão de Midnights intitulada "Lavender Edition".

## Composição
"Lavender Haze" é uma canção upbeat, pop e flexionada com hip hop, com distintos "vocais em camadas e baterias sintetizadas". Tem uma produção rítmica conduzida por um groove obscuro, refrão de falsete, sintetizadores modulares e vocais de apoio da atriz e cantora americana Zoë Kravitz. É uma faixa "emo-erótica" com inclinação ao R&B sobre o escrutínio dos tablóides e rumores online que Swift e Alwyn enfrentam, e faz referência ao complexo de Madonna-prostituta. É uma faixa electropop com sintetizadores e influências de R&B. Neil McCormick, do The Telegraph, notou o "falsete remetente à Prince" em toda a faixa, ilustrada por "vocais de apoio agudos" do produtor Jack Antonoff. Swift aborda os rumores de noivado e casamento com Alwyn, enfatizando como o conceito se tornou desatualizado. Ela se refere às questões que cercam o relacionamento como "vertiginosas" e elogia o desprezo de Alwyn às perguntas públicas sobre seu relacionamento. Liricamente, a faixa foi comparada a "Delicate" e "Call It What You Want", ambas presentes em Reputation (2017).

## Recepção da crítica
Billboard classificou "Lavender Haze" como a 69ª melhor canção de 2022.

## Videoclipe
Uma prévia do videoclipe de "Lavender Haze" foi lançada durante o trailer de Midnights na Amazon Prime Video em 20 de outubro de 2022, junto das prévias dos videoclipes de "Anti-Hero" e "Bejeweled". Eventualmente, o videoclipe foi lançado em 27 de janeiro de 2023, através da conta oficial de Swift no YouTube.

## Lançamento e divulgação
"Lavender Haze" foi lançada através da Republic Records em 21 de outubro de 2022, como a primeira faixa do décimo álbum de estúdio de Swift, Midnights. Em 29 de novembro de 2022, a canção foi enviada para as rádios contemporâneas dos Estados Unidos, servindo como segundo single do álbum. Em 26 de janeiro de 2023, Swift anunciou que o videoclipe da canção seria lançado através de sua conta oficial no YouTube às 00:00 EST do dia seguinte.

## Desempenho comercial

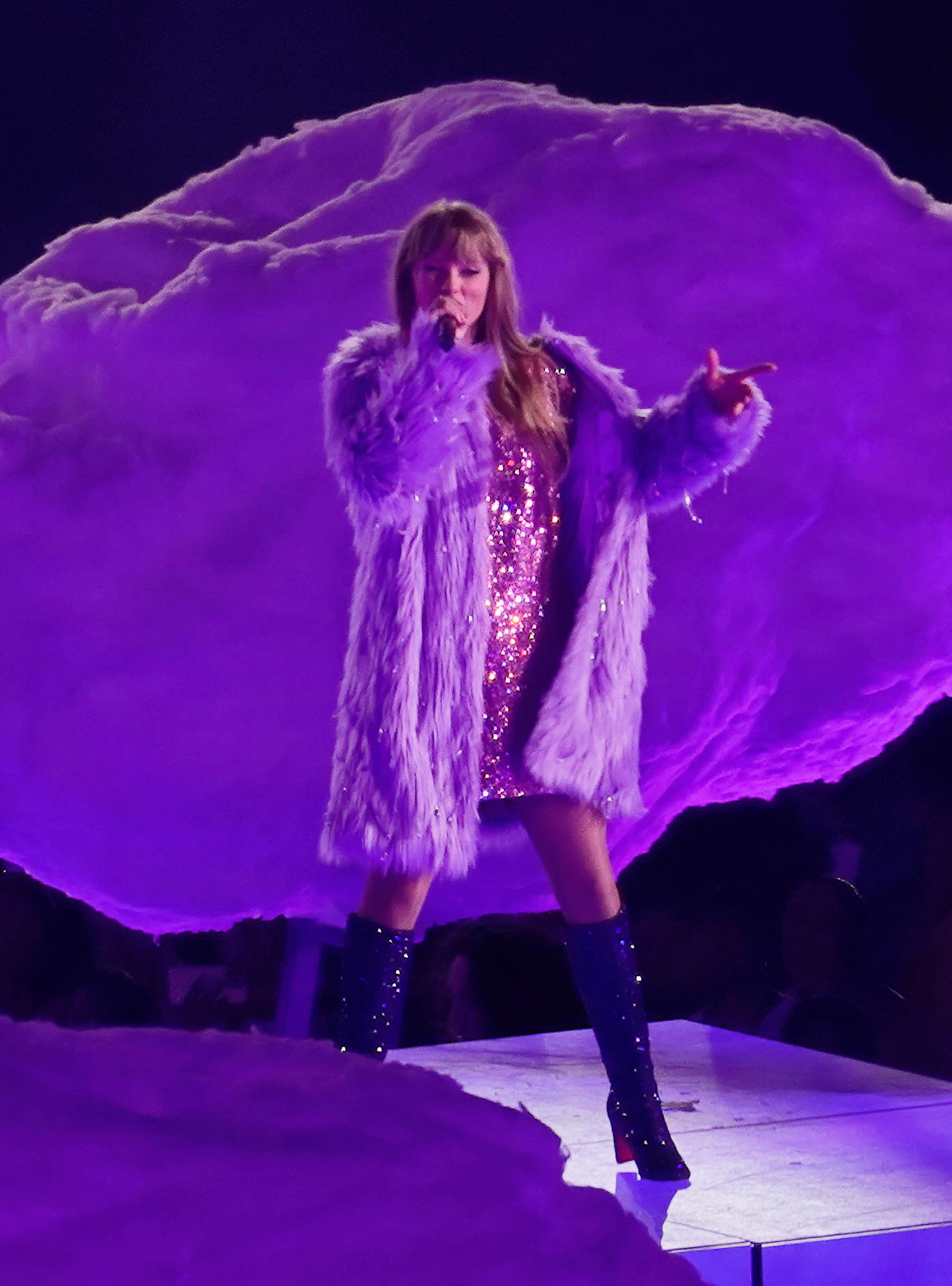
Taylor Swift em sua turnê "The Eras Tour" em Arlington, Texas (31 de março de 2023)

"Lavender Haze" acumulou globalmente mais de 16.4 milhões de reproduções no Spotify, tornando-se o segundo maior dia de estreia na história da plataforma, atrás de "Anti-Hero" da própria Swift. Nos Estados Unidos, "Lavender Haze" estreou na segunda posição da Billboard Hot 100, com 41.4 milhões de streams, 2.800 de downloads digitais, e 2.4 milhões de audiência de airplay.

## Tabelas musicais
| Tabela musical (2022)              | Melhor posição |
| ---------------------------------- | -------------- |
| África do Sul (Billboard)          | 8              |
| Argentina (Argentina Hot 100)      | 70             |
| Austrália (ARIA)                   | 2              |
| Áustria (Ö3 Austria Top 40)        | 15             |
| Bélgica (Ultratop 50 Flanders)     | 49             |
| Canadá (Canadian Hot 100)          | 2              |
| Chéquia (ČNS IFPI)                 | 18             |
| Coreia do Sul - Download (Circle)  | 181            |
| Croácia (Billboard)                | 17             |
| Dinamarca (Tracklisten)            | 27             |
| Eslováquia (ČNS IFP)               | 22             |
| Espanha (PROMUSICAE)               | 36             |
| Estados Unidos - Billboard Hot 100 | 2              |
| Filipinas (Billboard)              | 4              |
| França (SNEP)                      | 78             |
| Global 200 (Billboard)             | 2              |
| Grécia - International (IFPI)      | 6              |
| Hong Kong (Billboard)              | 17             |
| Hungria (Stream Top 40)            | 26             |
| Índia (IMI)                        | 6              |
| Indonésia (Billboard)              | 25             |
| Irlanda (IRMA)                     | 2              |
| Islândia (Plötutíðindi)            | 9              |
| Itália (FIMI)                      | 63             |
| Lituânia (AGATA)                   | 14             |
| Luxemburgo (Billboard)             | 12             |
| Malásia (Billboard)                | 5              |
| Malásia - International (RIM)      | 4              |
| Noruega (VG-lista)                 | 13             |
| Nova Zelândia (Recorded Music NZ)  | 2              |
| Países Baixos (Single Top 100)     | 22             |
| Portugal (AFP)                     | 7              |
| Reino Unido (OCC) - UK Singles     | 3              |
| Singapura (RIAS)                   | 4              |
| Suécia (Sverigetopplistan)         | 18             |
| Suíça (Schweizer Hitparade)        | 18             |
| Vietname (Vietnam Hot 100)         | 8              |

## Certificações
| Região                                                       | Certificação | Unidades/vendas |
| ------------------------------------------------------------ | ------------ | --------------- |
| Canadá (Music Canada)                                        | Ouro         | 40.000‡         |
| ‡vendas+valores de streaming baseados apenas na certificação |              |                 |